# Abwasserkraftwerk Seefeld

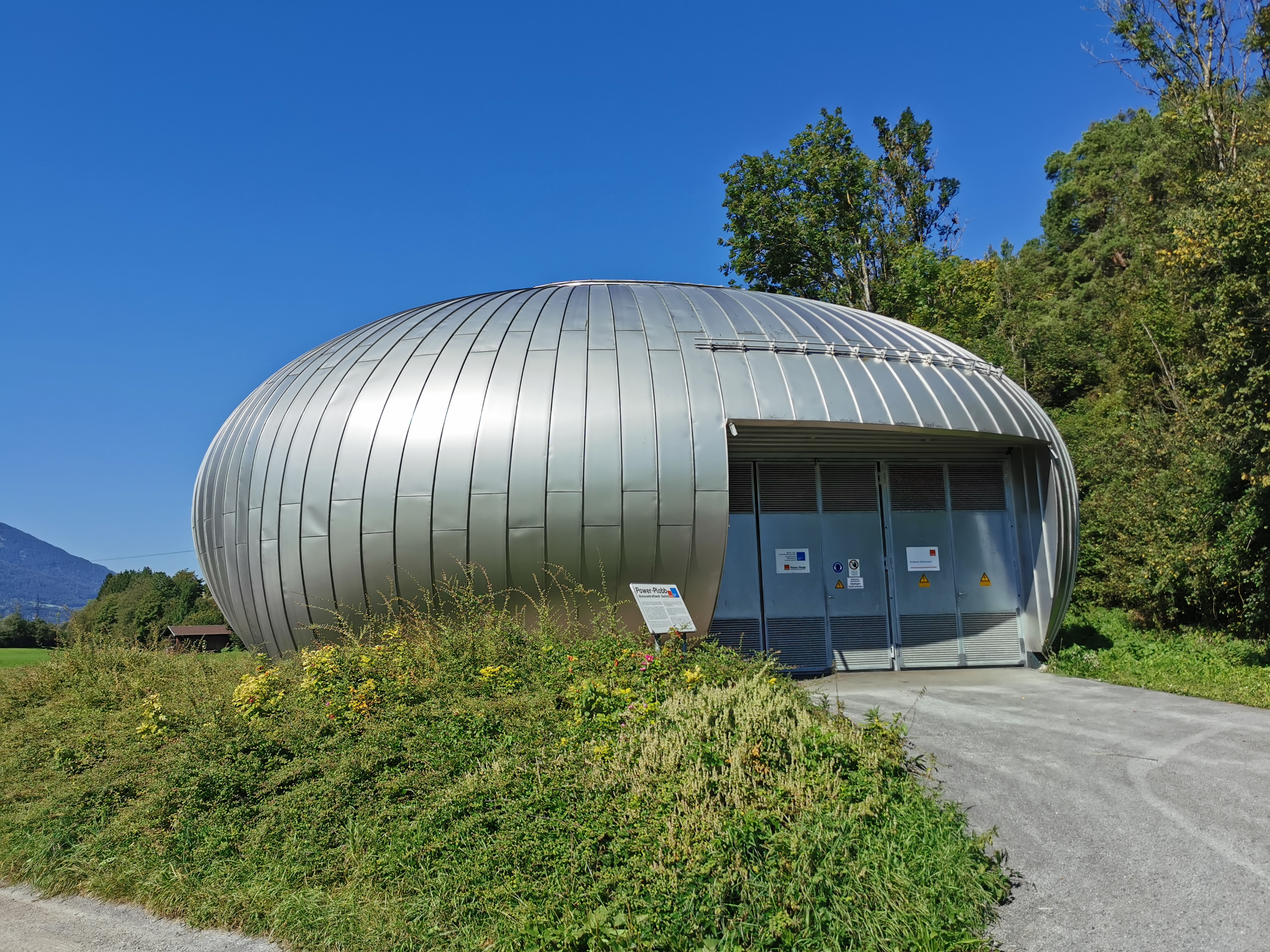
Power Plobb Abwasserkraftwerk Seefeld in Zirl

Das Abwasserkraftwerk Seefeld steht in der Gemeinde Zirl im Bezirk Innsbruck-Land in Bundesland Tirol.

## Geschichte
Anfangs wurde das geklärte Abwasser der Kläranlage in Seefeld in Tirol in den Drahnbach eingeleitet, welcher das Natura 2000-Gebiet vom Alpenpark Karwendel durchfließt. Mit der Ableitung nach Zirl wird das geklärte Abwasser direkt in den Inn geleitet.
Bauherr war die Tiwag nach den Plänen des Architekten Michael Prachensky mit dem Tragwerksplaner Helmut Passer. Die Anlage wurde 2003 fertiggestellt.

## Kleinkraftwerk
Das Kleinkraftwerk in Zirl–Dirschenbach nutzt das gereinigte Abwasser der Kläranlage in Seefeld in Tirol durch eine Druckleitung mit 625 m Höhendifferenz. Je nach Abwasseraufkommen wird auch dem Seebach Wasser entnommen, um einen gleichmäßigen Durchfluss zu erreichen. Von den 5,5 Millionen Kilowattstunden Jahresarbeitsvermögen werden 0,5 GWh für die Abwasserreinigung und 1,5 GWh für das Pumpwerk aufgewendet, so dass die Nettoerzeugung von 3,5 GWh etwa dem Bedarf aller Privathaushalte in Seefeld entspricht.

## Architektur
Das Gebäude in Kleinkraftwerk Zirl–Dirschenbach zeigt sich außen in der Form eines Wassertropfens, die Tragkonstruktion aus Holz ist außen mit einem Niro-Belag verkleidet. Die Druckleitung ist soweit nicht sichtbar, als zweites Gebäude gibt es eine notwendige Pumpstation auf dem Parkplatz Roßhütte in Seefeld.

## Auszeichnungen
- 2005 Neptun Wasserpreis